# گفتگوی پروتاگوراس-افلاطون
گفتگوی پروتاگوراس-افلاطون (‎/proʊˈtæɡərəs/‎; زبان یونانی: Πρωταγόρας) یکی از گفتگوهای افلاطون است. عنوان دیگر این گفتگو «یا سوفیست‌ها» است که ممکن است این عنوان از خودِ افلاطون نباشد. بحث اصلی این اثر بین سقراط و پروتاگوراس پیر (سوفیست و فیلسوف مشهور) است. این بحث در خانه کالیاس برگزار می‌شود. کالیاس در زمانی که پروتاگوراس در آتن به‌سر می‌برد، میزبان اوست. پروتاگوراس به ماهیت سوفسطایی‌ها، وحدت، و آموزش فضیلت می‌پردازد. در مجموع از بیست‌ و یک نفر به‌عنوان حاضران نام برده می‌شود.